# Javier Costa Estirado
Javier Costa Estirado, más conocido como Javi Costa (nacido el 17 de octubre de 1986) es un futbolista español. Juega actualmente como defensa en el Villarreal B.

## Trayectoria
Lateral derecho que lleva muchos años defendiendo los colores del Villarreal. Es un defensa muy seguro al que le gusta además prodigarse mucho en ataque subiendo por el carril diestro con asiduidad.

## Clubes
| Club         | País   | Año   |
| ------------ | ------ | ----- |
| Villarreal B | España | 2005- |